# Rüdesheimer (Schiff, 1889)
Die 1889 in Dienst gestellte Rüdesheimer der Deutschen Dampfschiffahrtsgesellschaft „Hansa“ (DDG „Hansa“) war ein Frachtschiff für deren „Asiatische Linie AG“, Bremen. Für diese Linie beschaffte die Reederei fünf gleichartige Schiffe bei der Werft Sunderland Shipbuilding. Ein ähnliches Schiff lieferte die Werft Joh. C. Tecklenborg mit der Johannisberger. 1894 lieferte Dixon mit der Steinberger noch ein weiteres Schiff mit einem ähnlichen Namen.
Die Schiffe wurden als Weinsorten-Klasse bezeichnet und wichen in der Namensgebung erheblich von den anderen Schiffen der DDG Hansa ab, die mit -fels,-eck, -stein und -burg einheitliche Namensenden je nach vorgesehenem Fahrtgebiet hatten.

## Geschichte des Schiffes
Im September 1888 bestellte die DDG Hansa fünf Schiffe bei der Sunderland Shipbuilding Co. Ltd. in Sunderland. Bei dieser Werft hatte die Reederei 1882 ihr zweites Schiff, die erste Drachenfels 1882 angekauft und 1887 mit der Trifels und Gutenfels zwei weitere Schiffe bestellt. Der neue Auftrag umfasste mit der Rheinfels (2717 BRT) ein weiteres Schiff der Trifels-Klasse und vier etwas größere Schiffe für die von der DDG „Hansa“ betriebene neue Asiatische Linie.
Die Schiffe hatten, wie die zuvor gelieferte Trifels-Klasse, einen Klipperbug und waren 96 m lang und 12,5 m breit. Angetrieben von einer Dreifach-Expansionsmaschine von 1400 PS konnten sie 11 kn laufen. Für Notfälle waren sie als Brigantine getakelt, was im Laufe ihrer Dienstzeit beseitigt wurde. An ihren beiden Masten hatten die Schiffe sechs Ladebäume von 2 to Tragkraft.
Die im September 1889 als zweites Schiff der Klasse vom Stapel gelaufene Rüdesheimer wurde am 16. Oktober 1889 an die Bremer Reederei abgeliefert.

An diesem Tag lief die Marcobrunner, das erste Schiff der Serie, auf ihrer Jungfernreise im Roten Meer auf Grund und ging verloren. Bis zum Jahresende lieferte die Werft aus Sunderland mit Rauenthaler und Hochheimer auch noch die beiden anderen Schiffe des Auftrags ab und am 16. Januar 1890 folgte die von Tecklenborg gelieferte Johannisberger, mit 2931 BRT als bis dahin größtes Schiff der Reederei. In der 2. Jahreshälfte 1890 folge dann noch die in Sunderland gefertigte Scharlachberger als Ersatzbau. Die gesondert betriebene „Asiatische Linie“ wurde Ende 1894 aufgegeben und die Schiffe zum 1. Januar 1895 der Stammgesellschaft übertragen.

Die Schiffe blieben bis nach der Jahrhundertwende im Dienst der DDG „Hansa“, wobei der Einsatz durch den Zulauf modernere Schiffe auch auf anderen Linien erfolgte. Ab 1902 bis 1905 wurden die ursprünglich für die „Asiatische Linie“ gebauten Schiffe verkauft.

### Das weitere Schicksal derRüdesheimer
Im März 1905 wurde die Rüdesheimer, wie schon im Dezember 1904 die Schwesterschiffe Rauenthaler und Scharlachberger, zunächst an H. Diederichsen, Kiel verkauft, aber wegen zu später Ablieferung nicht angenommen. Die Kieler Reederei übernahm dann im Mai noch die Johannisberger.
Am 30. März 1905 ging die Rüdesheimer dann an die Dampfschiff Gesellschaft „Argo“ in Bremen und wurde am 6. April 1905 umbenannt in Hansa. Am 14. August 1905 wurde das Schiff weiterverkauft an den Norddeutschen Lloyd. Es wurde im Bremen-Philadelphia-Savannah-Dienst eingesetzt, wo mit der America ex Stolzenfels noch ein weiteres ex-DDG „Hansa“-Schiff eingesetzt wurde.
Am 20. November 1908 gab der NDL die Hansa wieder an die DG „Argo“ ab.

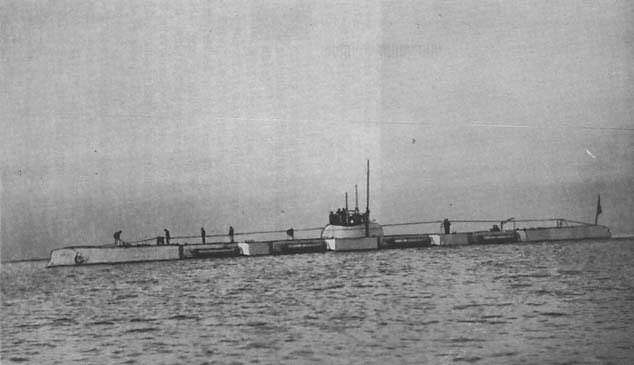
Das Typschiff Bars (Schneeleopard) der Russischen U-Boot-Klasse

Am 20. Mai 1913 verkaufte diese das Schiff an die Stettiner Reederei „Wm. Eisenach“, die es in Paula Peters umbenannte.

Am 3. Mai 1915 kaufte die Hafenbetriebs-Gesellschaft Chile in Bremen das alte Schiff und benannte es Hera um.
Betrieben von der „Globus“-Reederei, einer Tochtergesellschaft der Roland-Linie, wurde die Hera auf der Ostsee als Erztransporter eingesetzt. Am 17. Mai 1916 versenkte das russische U-Boot Wolk (russ. ВОЛК/ dt. Wolf) die Hera vor Norrköping mit einem Torpedo.

### Schicksal der Schwesterschiffe
| Name            | Bauwerft                     | BRT tdw   | Stapellauf in Dienst  | weiteres Schicksal |
| --------------- | ---------------------------- | --------- | --------------------- | --- |
| Marcobrunner    | Sunderland Shbdg, BauNr. 156 | 2861 4200 | 1889 9.09.1889        | auf der Jungfernfahrt am 16. Oktober 1889 im Roten Meer auf Grund, am 18. mit Unterstützung des britischen Kanonenboots HMS Plover geräumt, nach Plünderung durch Strandräuber am 19. Oktober 1889 verbrannt |
| Rüdesheimer     | Sunderland BauNr. 157        | 2848 4200 | 09.1889 16.10.1889    | April 1905 umbenannt in Hansa bei DG Argo und NDL, 1913 Paula Peters, 1915 Hera, am 17. Mai 1916 durch russisches U-Boot torpediert und versenkt                                                             |
| Rauenthaler     | Sunderland BauNr. 158        | 2870 4200 | 10.1889 19.11.1889    | Dezember 1904 verkauft nach Kiel: Tsimo, März 1906 nach Chile: Chiloé, 1913 nach Italien: Salvatore, 1926 Abbruch                                                                                            |
| Hochheimer      | Sunderland BauNr. 159        | 2869 4200 | 11.1889 24.12.1889    | März 1905 Verkauf nach Japan: Buyo Maru, 1919 nach Frankreich: General Daugan, 1923 Abbruch |
| Johannisberger  | Tecklenborg BauNr. 94        | 2981 4200 | 30.10.1889 16.01.1890 | Mai 1905 Verkauf nach Kiel: Syfang, Matilda Körner, 1910 Verkauf nach Japan: Tamon Maru N°8, 1933 Abbruch |
| Scharlachberger | Sunderland BauNr. 164        | 2864 4200 | 07.1890 23.08.1890    | Dezember 1904 Verkauf nach Kiel: Wyk, 19. August 1907 vor Japan durch Brand zerstört |

### Ähnlich benannte Schiffe
Im Dezember 1894 lief das Typschiff einer neuen Klasse von Asien-Frachtern als Steinberger vom Stapel bei Sir Raylton Dixon & Co. in Middlesbrough, kam aber 1895 direkt bei der DDG „Hansa“ in Dienst. Die beiden Schwesterschiffe Ockenfels und Goldenfels erhielten dann auch Hansa-übliche Namen.

1940/41 wurden Namen der „Weinsorten“-Klasse für fünf von den Deutschen beschlagnahmte Schiffe verwandt, die der DDG „Hansa“ zur Bereederung übergeben wurden.

Das in Norwegen in Bau befindliche britische Frachtschiff Springfjord (2036 BRT, 3400 tdw, 12 kn) wurde im September 1940 für den „Reichskommissar für die Seeschiffahrt“ als Rüdesheimer in Dienst gestellt und der DDG „Hansa“ zur Bereederung übergeben. Das Schiff wurde entlang der norwegischen Küste als Militärtransporter eingesetzt und 1945 von den Briten übernommen. Am 27. Juni 1954 wurde das Schiff während Bürgerkriegswirren durch einen Luftangriff in San José (Guatemala) versenkt .